# Gara
Gara là một thị trấn thuộc hạt Bács-Kiskun, Hungary. Thị trấn này có diện tích 59,96 km², dân số năm 2010 là 2519 người, mật độ 42 người/km².